# Chicago Bruins 1940-1941
La stagione 1940-41 dei Chicago Bruins fu la 2ª nella NBL per la franchigia.
I Chicago Bruins arrivarono quinti nella regular season con un record di 11-13, non qualificandosi per i play-off.

## Roster
| N° | Naz.                   | Ruolo | Sportivo      | Anno | Alt. | Peso |
| -- | ---------------------- | ----- | ------------- | ---- | ---- | ---- |
|    | Stati Uniti (bandiera) | GA    | Wibs Kautz    | 1915 | 180  | 82   |
|    | Stati Uniti (bandiera) | GA    | Bill Hapac    | 1918 | 188  | 85   |
|    | Stati Uniti (bandiera) | AC    | Mike Novak    | 1915 | 206  | 99   |
|    | Stati Uniti (bandiera) | G     | Stan Szukala  | 1918 | 183  | 79   |
|    | Stati Uniti (bandiera) | AC    | Ray Adams     | 1912 | 188  | 84   |
|    | Stati Uniti (bandiera) | GA    | George Hogan  | 1915 | 185  | 77   |
|    | Stati Uniti (bandiera) | GA    | Vince McGowan | 1913 | 198  | 94   |
|    | Stati Uniti (bandiera) | G     | Frank Linskey | 1913 | 188  | 82   |
|    | Stati Uniti (bandiera) | A     | Bill O'Brien  | 1917 | 193  | 84   |
|    | Stati Uniti (bandiera) | GA    | Ralph Vaughn  | 1918 | 185  | 79   |
|    | Stati Uniti (bandiera) | AC    | Elmer Johnson | 1910 | 193  | 86   |
|    | Stati Uniti (bandiera) | AC    | Herb Ball     | 1918 |      |      |

## Staff tecnico
Allenatore: Frank Linskey